# Etelburga di Faremoutiers
Santa Etelburga di Faremoutiers, in inglese anche Æthelburg (... – Faremoutiers, 7 luglio 664), fu una principessa anglosassone che divenne monaca e badessa. È venerata come santa dalla Chiesa cattolica.

## Biografia
Etelburga era figlia del re dell'Anglia orientale Anna e della di lui consorte Saewara. Era sorella di santa Vitburga - che fondò il convento di Dereham e ne divenne badessa - di santa Sexburga, badessa di Ely, di santa Eteldreda - che succedette a Sexburga come badessa di Ely - e di santa Setrida, badessa di Faremoutiers prima di Etelburga 
Etelburga e Setrida furono inviate per la loro formazione presso l'Abbazia di Faremoutiers in Francia. Entrambe si fermarono nell'abbazia come monache e Strida ne divenne badessa. Alla sua morte (†660) Etelburga succedette alla sorellastra nella conduzione dell'Abbazia.
Come badessa iniziò la costruzione di una chiesa in onore dei Dodici apostoli, che tuttavia non venne terminata per la morte di Etelburga nel 664. Dietro sua richiesta venne sepolta nella chiesa stessa. Dopo sette anni fu deciso di spostarne le spoglie nella vicina chiesa di Santo Stefano: alla riesumazione il suo corpo fu ritrovato incorrotto.
Venerata come santa, la sua memoria liturgica cade il 7 luglio.